# Айдаров, Ситдик Ханифеевич
Ситдик Ханифеевич Айдаров (настоящая фамилия — Рахматуллин)(тат. Ситдыйк Айдаров; 25 декабря 1895, с. Чирша (ныне Березкинское сельское поселение, Татарстан) — 13 сентября 1938, Казань) — татарский советский актёр, оперный певец (лирический баритон).

## Биография
Сын мелкого торговца-кустаря. Семья бедствовала. Окончив четыре класса в медресе «Марджания», Ситдик вынужден был оставить школу и пойти работать. С детства его привлекала музыка. Позже брал уроки пения у известного оперного певца Феликса Антоновича Ошустовича.
Профессионально актёрскому мастерству С. Айдаров не учился. Всё познавал сам. В 1910—1912 годах играл в составе татарского струнного оркестра при Восточном клубе. В 1912 г. в 16- летнем возрасте его пригласили в Восточный клуб «Шарык» в музыкальный ансамбль. Дебютировал на сцене передвижной татарской труппы «Сайяр» в 1912 году.
Во время гражданской войны был актёром и режиссёром фронтовых театральных бригад, выступал с концертами в Уфе, Самаре, Оренбурге. В 1920 году, вернувшись в Казань, поступил в Татарский академический театр. С 1921 года — артист Татарского показательного драматического театра в Казани (ныне Татарский театр имени Галиасгара Камала).
В 1921 году в Москве организовал этнографические концерты для участников Третьего конгресса Коммунистического интернационала. В 1922 году переехал в Петроград, где руководил Первой агитационной татарской труппой при отделе национальных меньшинств. В 1924 году вернулся в Казань.
В 1934—1938 годах учился в татарской оперной студии при Московской консерватории. Впервые исполнил на татарском языке партию Евгения Онегина в одноименной опере П. И. Чайковского.
Играл в самых разных спектаклях: комедийных, сатирических, трагедийных. Обладая хорошим голосом, С. Айдаров часто выступал в музыкальных спектаклях театра. Первый исполнитель ролей молодых лирических героев (в первых татарских операх: «Сания» (партия Зии) и «Рабочий» (партия Зимагора)). Драматическое дарование Айдарова раскрылось в ролях шахтёра Махмута («В вороньем гнезде» Ш. Камала), Хлестакова, Фердинанда.

## Избранные роли
- Халил («Галиябану» М.Файзи),
- Батыржан («Наёмщик» Гиззата),
- Булат («Голубая шаль» К.Тинчурина),
- Бикбулат («Первые цветы» К.Тинчурина),
- Исмагил — «Угасшие звёзды»,
- Махмут — «В вороньем гнезде» Камала),
- Хлестаков — «Ревизор» Н.Гоголя,
- Миловзоров — «Без вины виноватые» А.Островского.

## Память
- В честь Ситдика Айдарова в Авиастроительном районе Казани названа улица.